# Kuńkowce (gmina)
Kuńkowce – dawna gmina wiejska istniejąca w latach 1934–1941 i 1944–1954 w woj. lwowskim, dystrykcie krakowskim i woj. rzeszowskim (dzisiejsze woj. podkarpackie). Siedzibą gminy były Kuńkowce.

## Historia
Gmina zbiorowa Kuńkowce została utworzona 1 sierpnia 1934 roku w powiecie przemyskim w woj. lwowskim z dotychczasowych jednostkowych gmin wiejskich: Bełwin, Korytniki, Kuńkowce, Łętownia, Ostrów, Ujkowice i Wapowce.   
Po wybuchu II wojny światowej obszary na zachód od Linii Mołotowa znalazły się pod okupacją niemiecką, w tym cała gmina Kuńkowce, stając się obszarem przygranicznym z ZSRR. 12 grudnia 1939 Niemcy utworzyli Landkreis Jaroslau w dystrykcie krakowskim, w skład którego weszła gmina Kuńkowce, do której dołączono także gromadę Krasice ze zniesionej gminy Olszany (której pozostały obszar wszedł w skład ZSRR).
Wraz z wybuchem wojny niemiecko-radzieckiej 22 czerwca 1941 tereny radzieckiego obwodu lwowskiego zostały zajęte przez wojska niemieckie, a Galicja Wschodnia weszła 1 sierpnia 1941 w skład Generalnego Gubernatorstwa (GG). Na mocy dekretu Adolfa Hitlera z 1 sierpnia 1941 prawie cały obszar Galicji Wschodniej utworzył nowy dystrykt o nazwie Dystrykt Galicja, jednak prawobrzeżny obszar przedwojennego powiatu przemyskiego włączono do dystryktu krakowskiego, tworząc z nich Landkreis Przemysl. W związku z utworzeniem Landkreis Przemysl, dołączono do niego południowe gminy Landkreis Jaroslau (stanowiące lewobrzeżną część przedwojennego powiatu przemyskiego), w tym cały obszar przedwojennej gminy Kuńkowce. Równocześnie zwiększono znacznie obszar miasta Przemyśla, włączając do niego m.in. Kuńkowce. Pozbawiona siedziby gminy Kuńkowce utraciła sens bytu i została zniesiona, a jej obszar podzielono następująco:
- gromady Ostrów i Kuńkowce włączono do miasta Przemyśla (przejętego od ZSRR),
- gromadę Krasice włączono z powrotem do reaktywowanej gminy Olszany (przejętej od ZSRR),
- gromadę Ujkowice włączono do gminy Orzechowce (dotychczas w Landkreis Jaroslau),
- gromady Bełwin, Korytniki, Łętownia i Wapowce włączono do gminy Krzywcza (dotychczas w Landkreis Jaroslau);
  - nieco później, z początkiem 1942 roku, gromady Bełwin i  Łętownia weszły w skład utworzonej przez hitlerowców gminy Przemyśl[7].

Po zajęciu prawobrzeżnych terenów Landkreis Przemysl przez Armię Czerwoną 23 lipca 1944, zostały one włączone ponownie do ZSRR (reaktywowano tam m.in. rejon przemyski), w tym prawobrzeżny Przemyśl, przez co nastąpił rozpad utworzonego przez hitlerowców Wielkiego Przemyśla. Kuńkowce z Ostrowem zostały znów od niego odłączono, co podyktowało reaktywowanie gminy Kuńkowce w wyzwolonym powiecie jarosławskim, dołączając do niej jej prawie wszystkie oryginalne gromady (z gminy Krzywcza i ze zniesionej gminy Przemyśl); jedynie Ujkowice pozostały w gminie Orzechowce, a do gminy Kuńkowce dołączono z powrotem gromadę Krasice ze zniesionej gminy Olszany, i tak już pozostało po wojnie.
W marcu 1945, w wyniku wytyczenia granicy między ZSRR a Polską, zachodnia część rejonu przemyskiego powróciła do Polski, po czym reaktywowano powiat przemyski po obu stronach Sanu (w zasadzie w przedwojennych granicach oprócz tych obszarów, które pozostały w ZSRR). W skład reaktywowanego powiatu przemyskiego weszła więc także gmina Kuńkowce. Powiat przemyski należał od 8 sierpnia 1945 do nowego woj. rzeszowskiego.
Według stanu z dnia 1 lipca 1952 roku gmina składała się z 7 gromad: Bełwin, Korytniki, Krasice, Kuńkowce, Łętownia, Ostrów i Wapowce.
Gmina została zniesiona 29 września 1954 roku wraz z reformą wprowadzającą gromady w miejsce gmin. Obszar zniesionej gminy wszedł w skład nowych gromad Kuńkowce (Bełwin, Kuńkowce, Łętownia, Ostrów i Wapowce), Krasiczyn (Korytniki) i Rokszyce (Krasice)
Jednostki nie przywrócono 1 stycznia 1973 roku po reaktywowaniu gmin a jej dawny obszar wszedł w skład gmin Przemyśl i Krasiczyn.